# Escut de Sant Julià de Ramis
L'escut oficial de Sant Julià de Ramis té el següent blasonament:
Escut caironat: d'argent, un pal de sinople carregat d'un llibre obert d'or sobremuntat d'una flor de lis d'argent, acostat de dos rams de garric de sinople. Per timbre, una corona mural de poble.

## Història
El dia 9 de novembre de 2020, el Ple de l'Ajuntament de Sant Julià de Ramis va acordar iniciar l'expedient d'adopció de l'escut heràldic del municipi. La direcció general d'Administració Local l'aprovava el 9 de novembre de 2021 i al DOGC número 8.543, de 15 de novembre, es publicava la resolució per la qual es donava la conformitat a la seva adopció.
L'escut incorpora una flor de lis i un llibre, atributs de sant Julià, i dos rams de garric, que representen el fet que, fins a l'any 1993, la capital del municipi s'anomenava la Garriga. Aquest topònim va desaparèixer quan es va canviar el nom del nucli de població pel de Sant Julià de Ramis, que també és el nom del municipi.